# Sengtong Rattanavilay
Michael Sengtong Rattanavilay (Khmer: ល័យ េសងតុង រតនា) (* 11. November 1998 in Toulouse) ist ein französisch-kambodschanischer Fußballspieler.

## Karriere
Michael Sengtong Rattanavilay erlernte das Fußballspielen in den französischen Jugendmannschaften von FAC Frouzins, US Cugnaux, Sport Olympique Seyssois, US Seysses Frouzins, AS Tournefeuille Foot, AS Muret Fußball und EST Saint Hilaire sowie in der thailändischen Fußballakademie der Assumption University FC - Mustang und der Wuttiya-Akademy. In der Vorsaison nahm er am Trainingslager des thailändischen Zweitligisten Khon Kaen FC teil. 2022 spielte er in der 	zweiten kambodschanischen Liga bei Asia Euro United in Kandal. Von Januar 2023 bis Juni 2023 stand er beim Erstligisten Angkor Tiger unter Vertrag. Für den Verein aus Siem Reap bestritt er zwei Erstligaspiele. Ende Juni 2023 ging er nach Thailand, wo er sich dem Zweitligisten Dragon Pathumwan Kanchanaburi FC in Kanchanaburi anschloss.